# Monti (Roma)
Monti es el primer rione de la ciudad de Roma, Italia, indicado como R. I. Su escudo se compone de tres montes verdes con tres cimas cada uno, sobre un fondo de argén.
Su nombre se debe a que comprendía las colinas del Esquilino, el Viminal, parte del Quirinal y del Celio. Actualmente el Quirinal, Castro Pretorio y el Celio no están incluidos en sus límites, pero se ha conservado el nombre.

## Historia

### De la época romana alsigloXIX

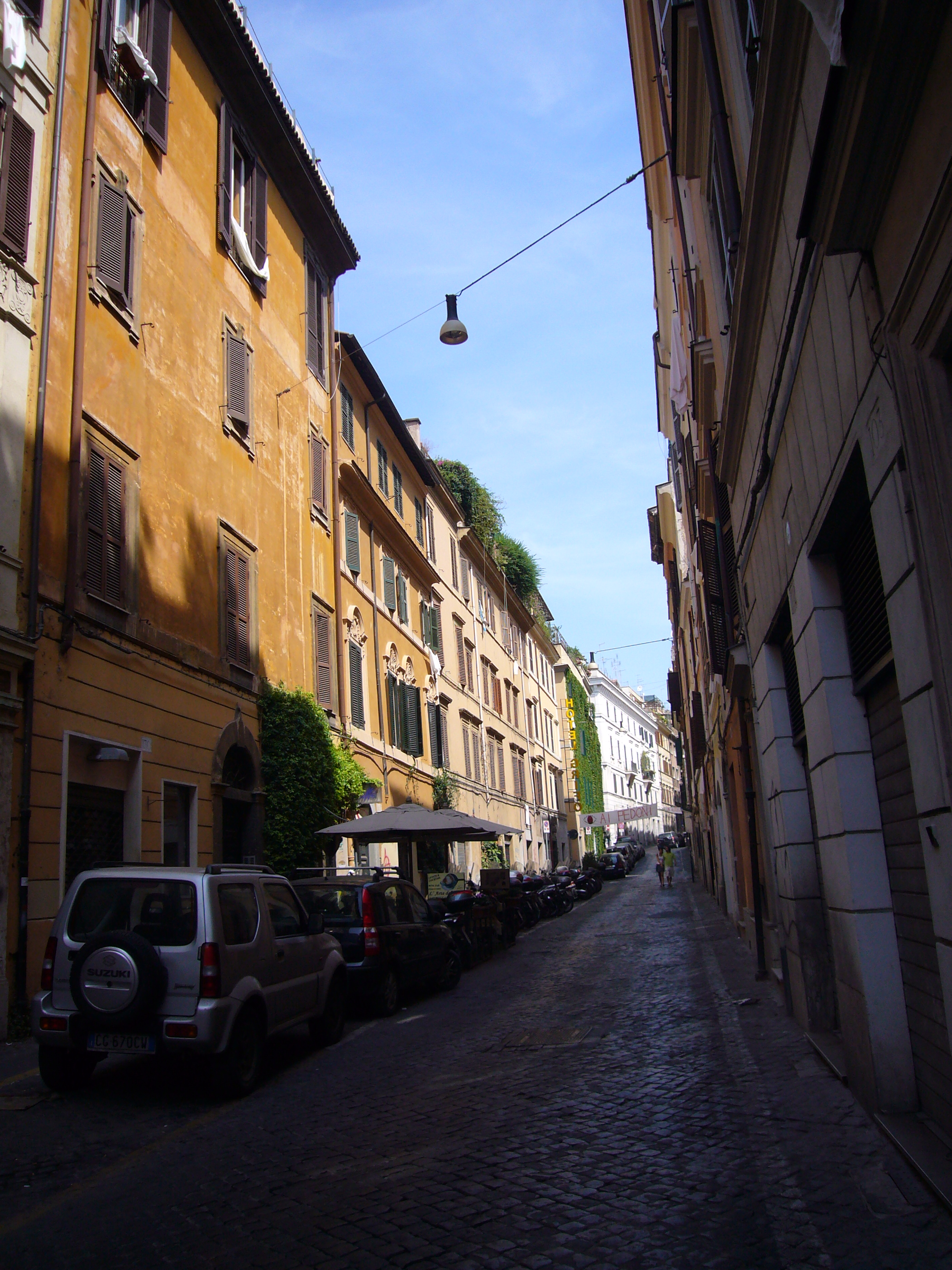
Via del Boschetto.

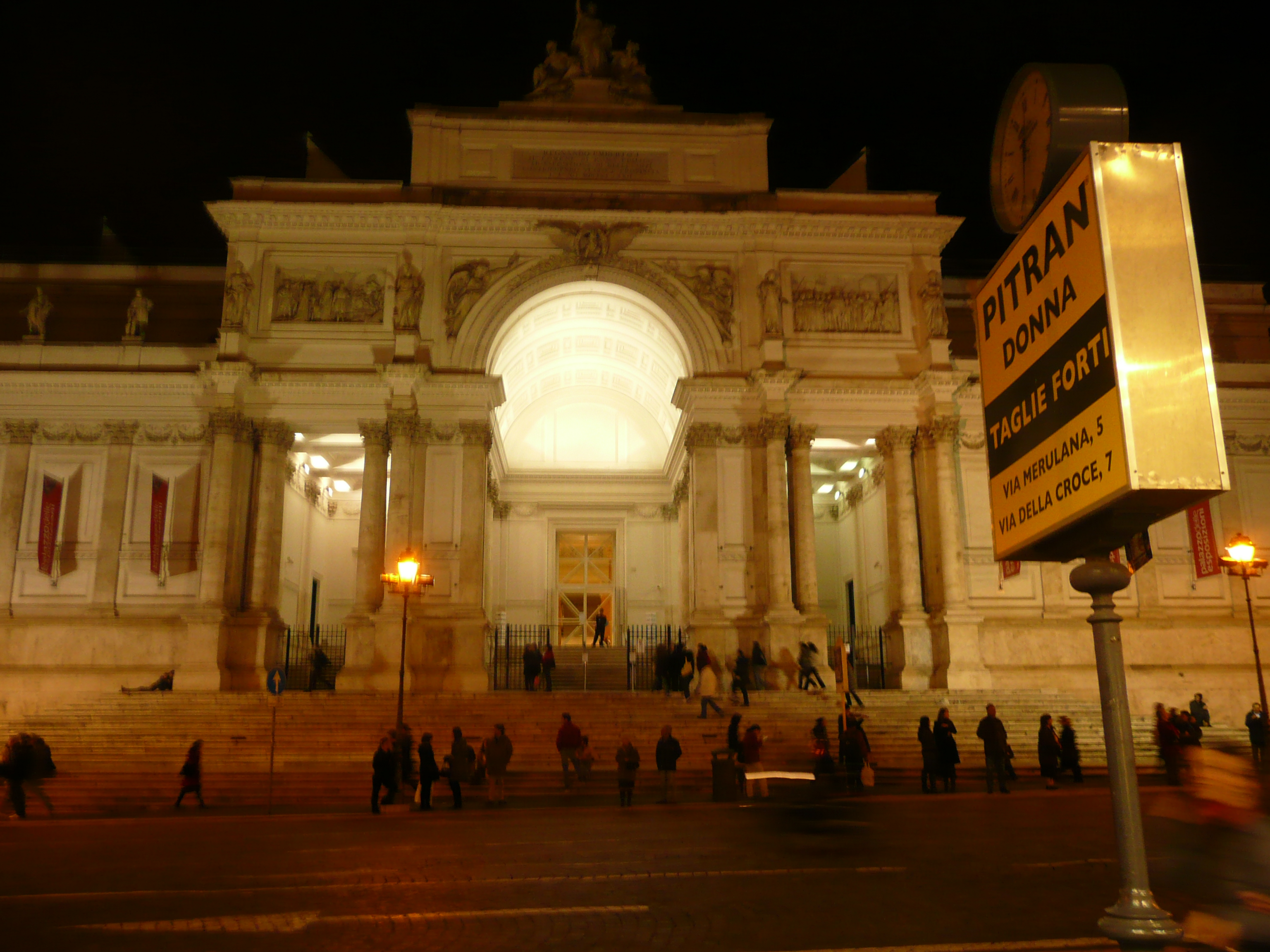
El Palazzo delle Esposizioni, en la Via Nazionale.

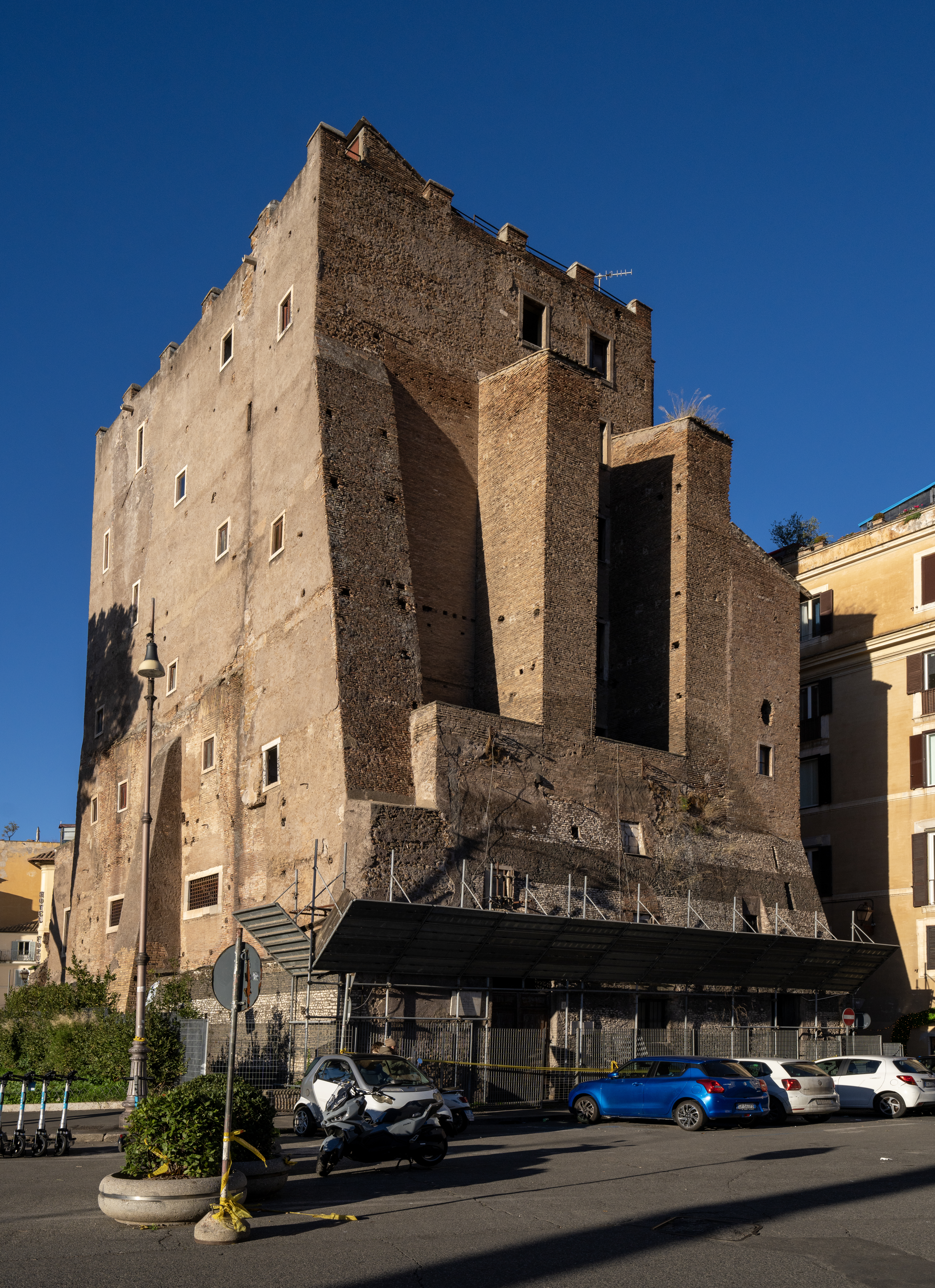
La Torre dei Conti en los Fori Imperiali.

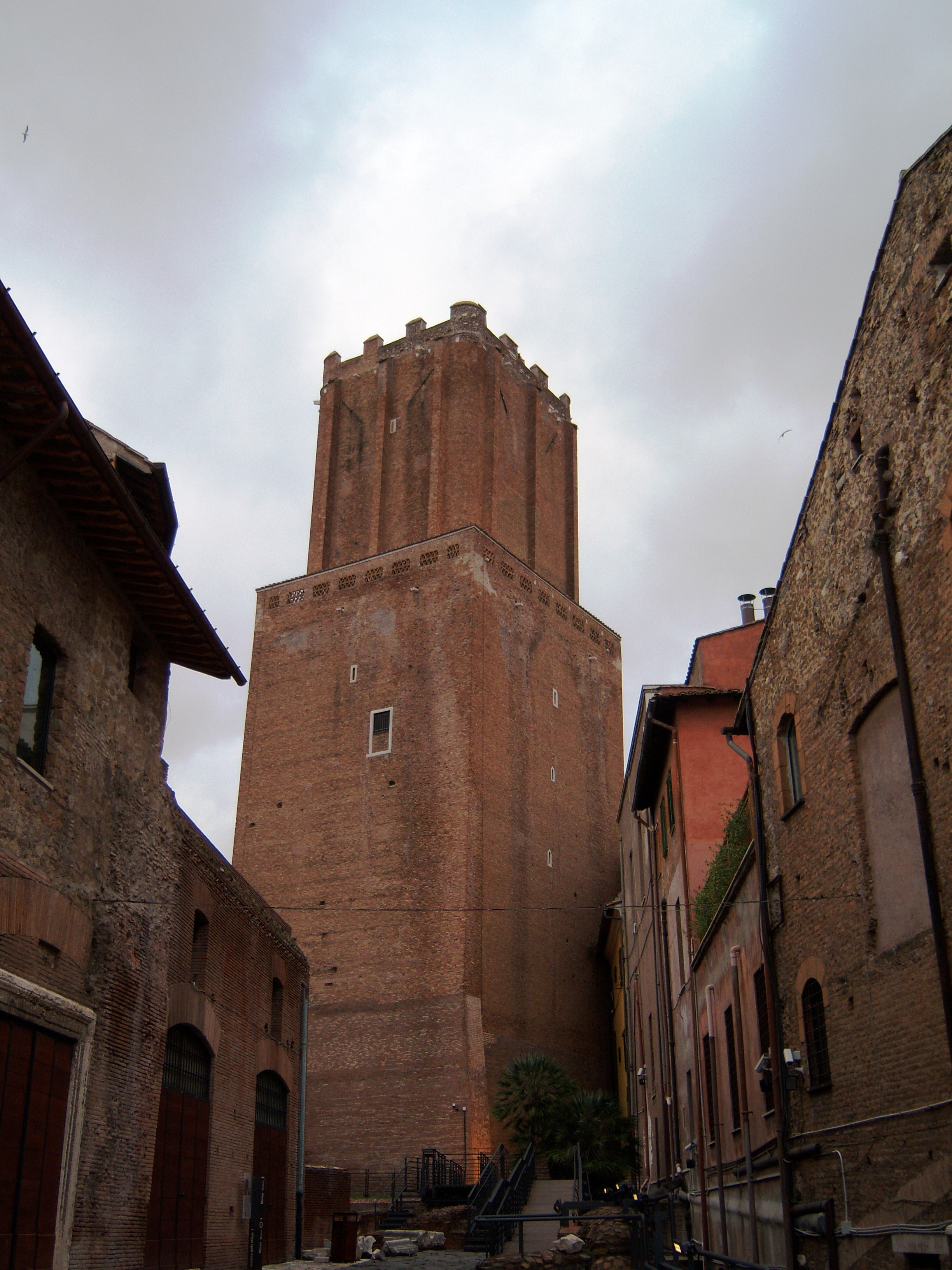
La Torre delle Milizie, con su inclinación.

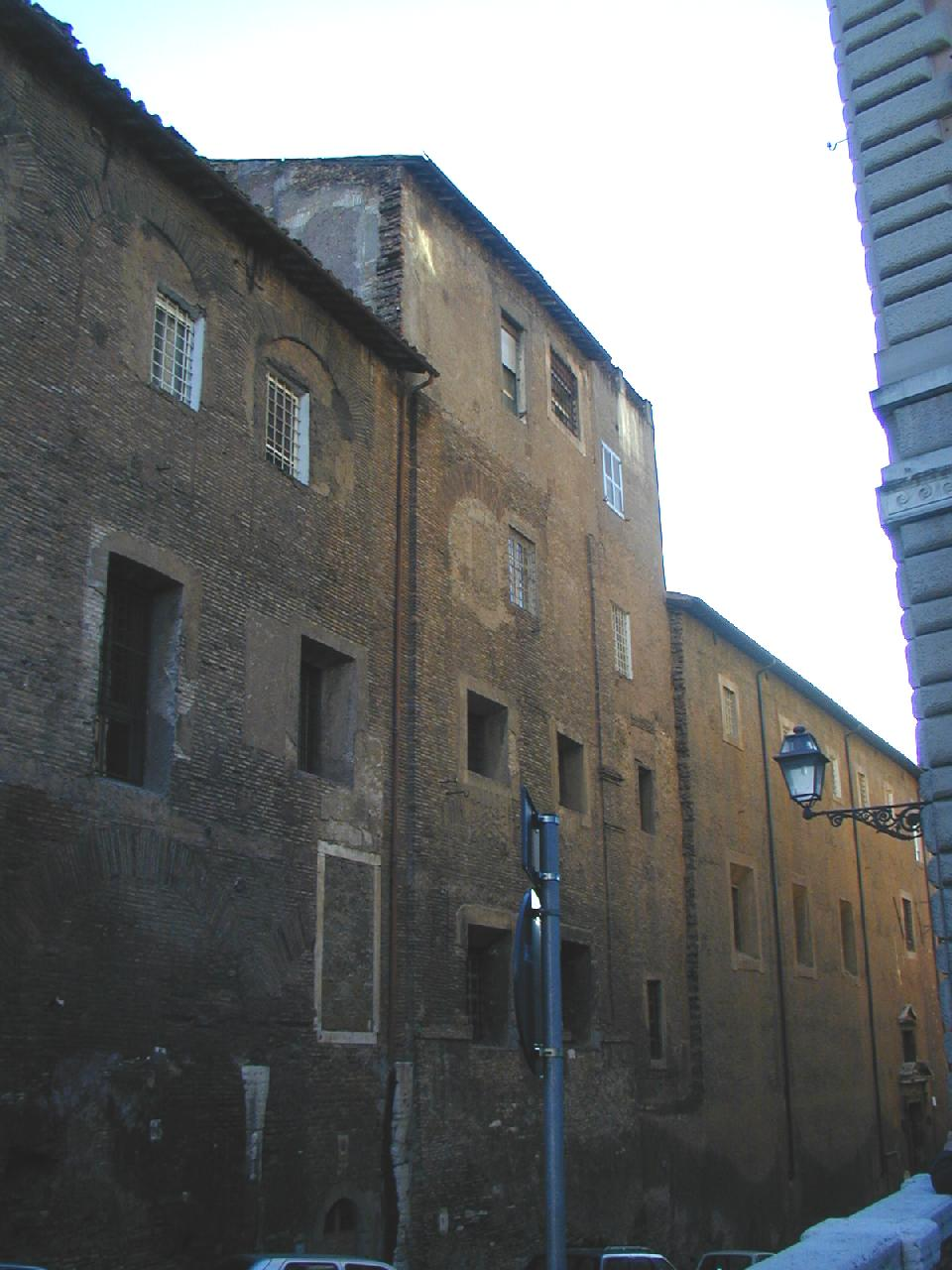
El monastero delle Agostiniane en la Via in Selci.

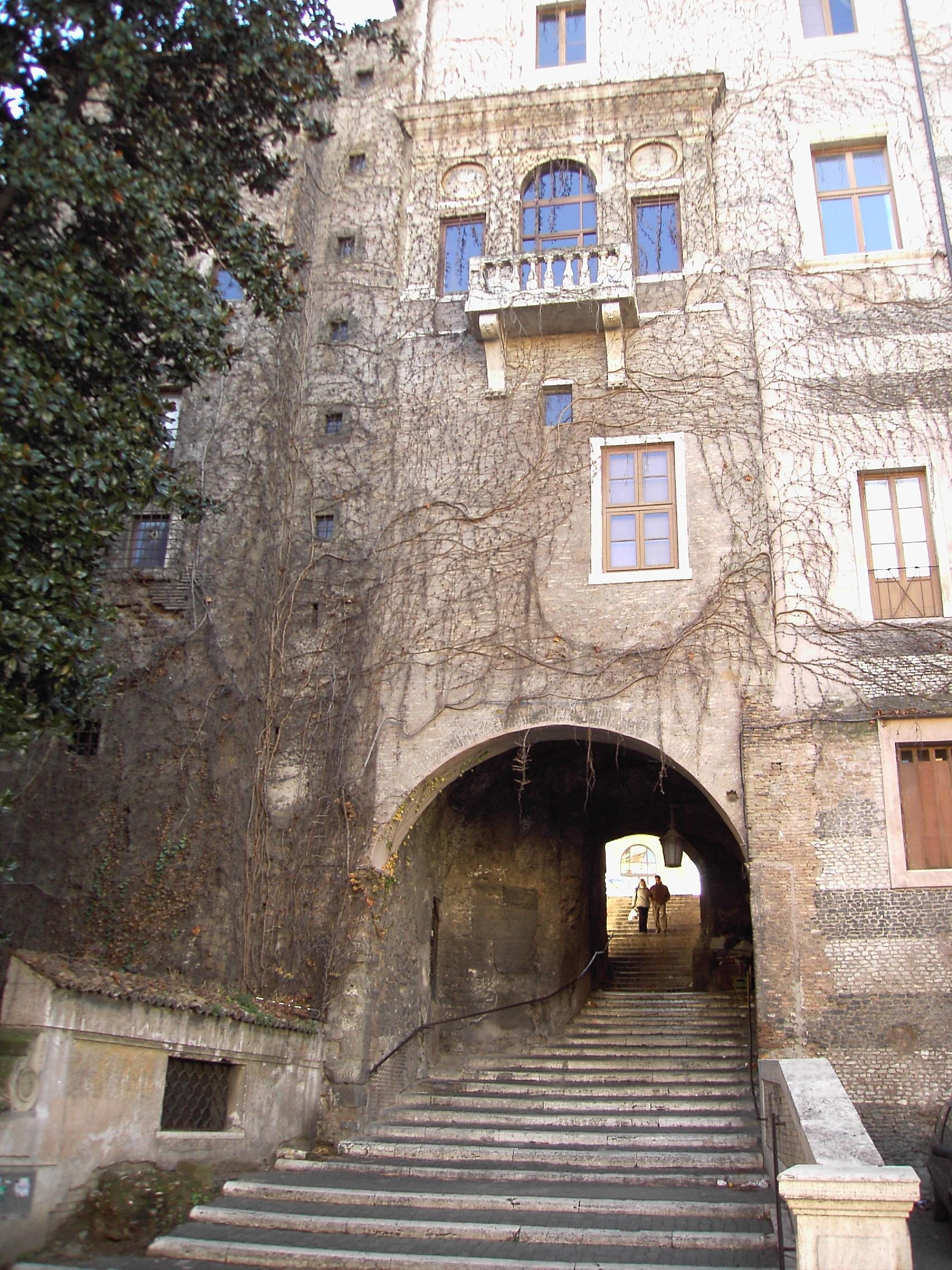
Palazzo dei Borgia en San Pietro in Vincoli.

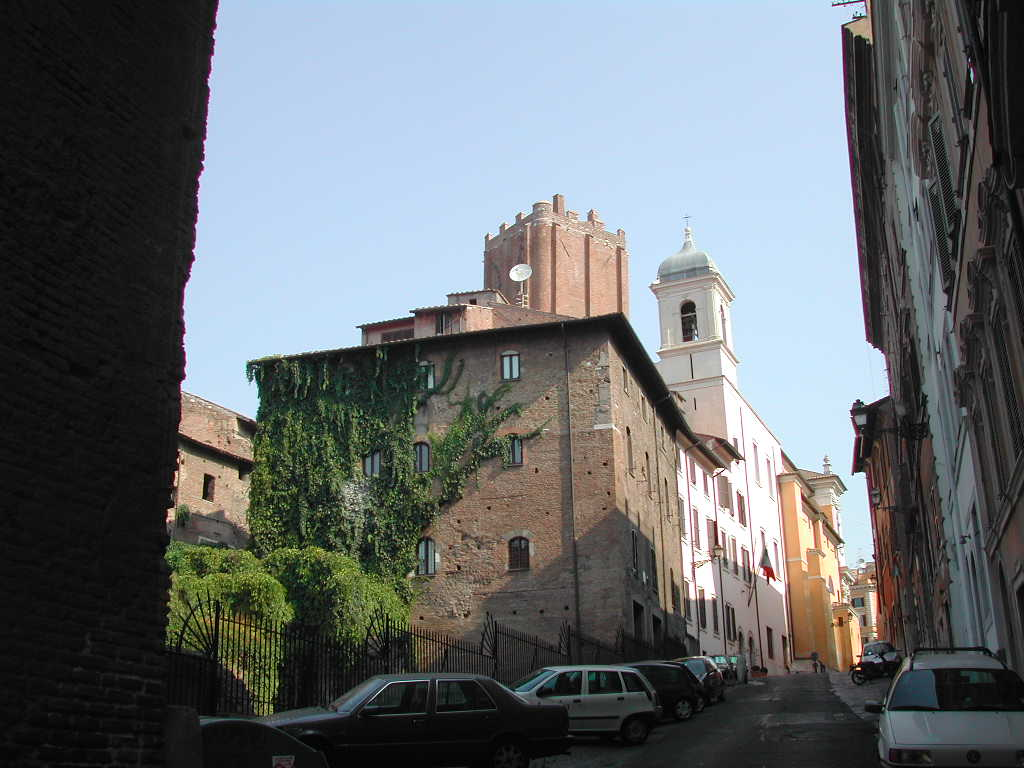
Salita del Grillo y la Torre delle Milizie.

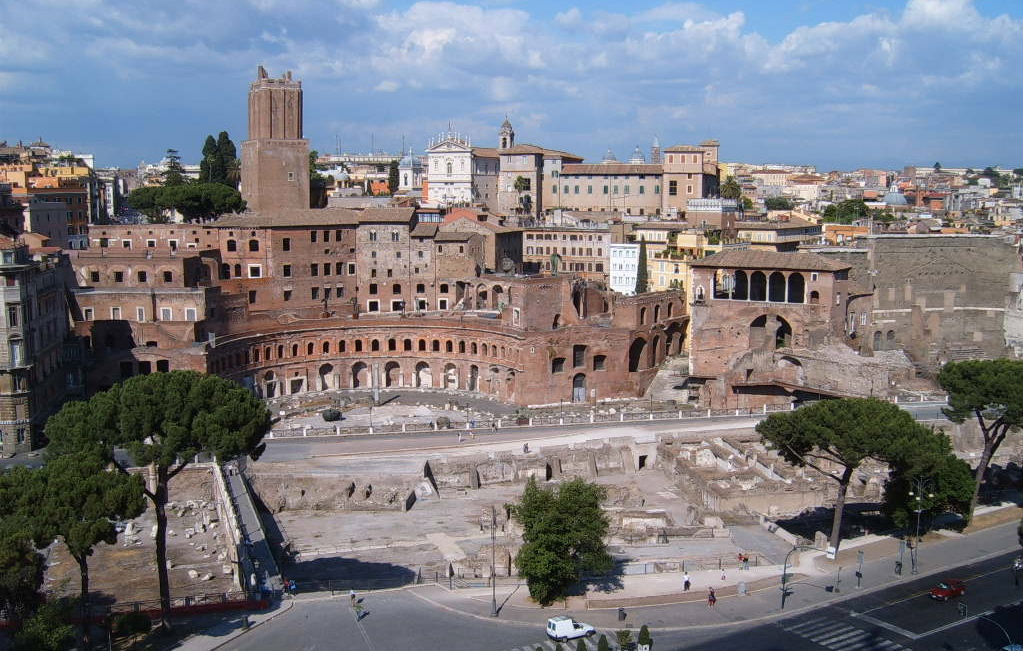
El Foro y el Mercado de Trajano desde el Vittoriano.

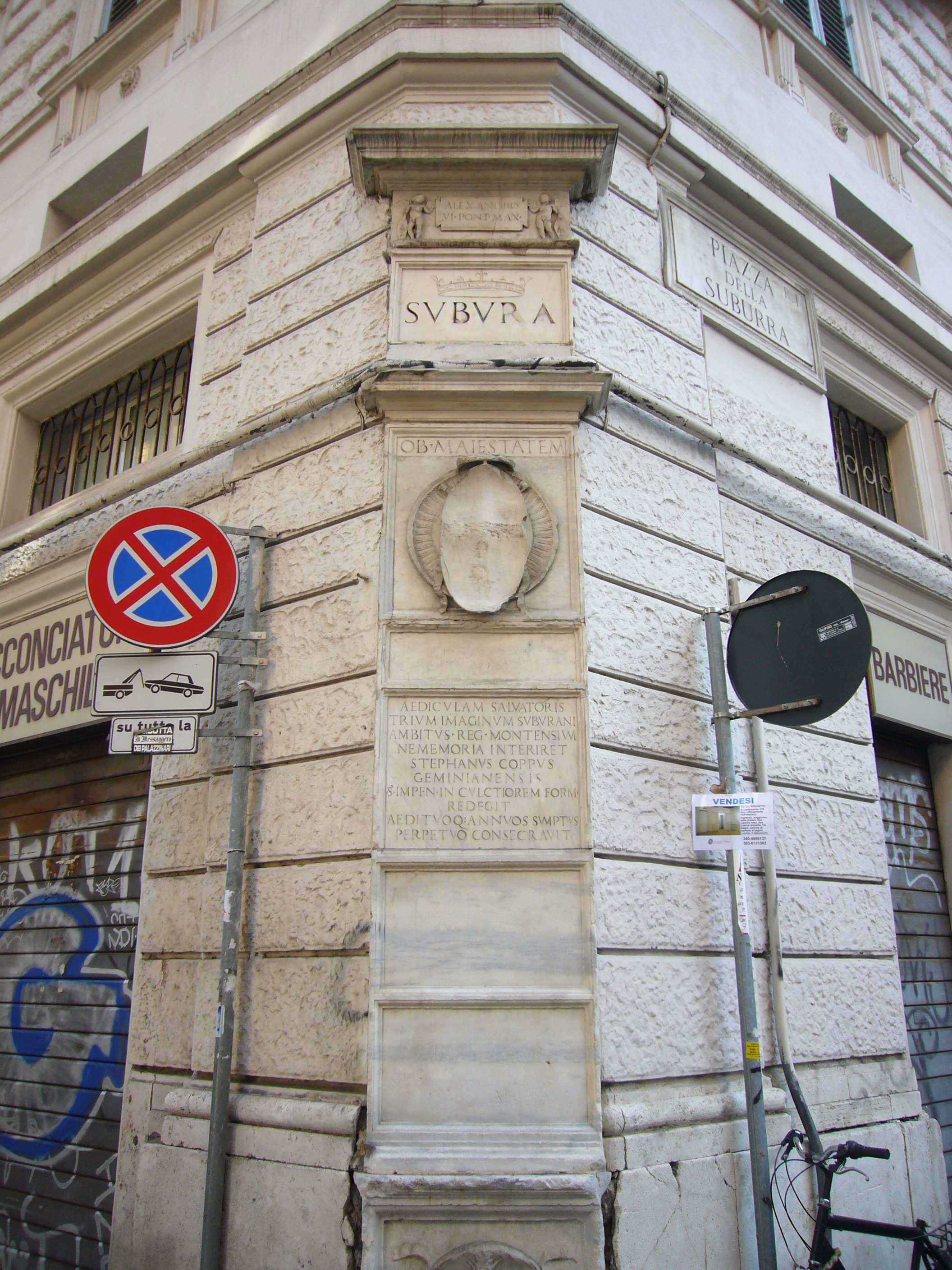
La Piazza della Suburra.

En la época romana la zona estaba muy densamente poblada: la parte alta del rione (desde las Termas de Diocleciano a la Suburra) estaba constituida por domus señoriales y se denominaba Vicus patricius (actualmente Via Urbana), mientras que en la parte baja y pantanosa (la Suburra) vivían los plebeyos, y estaba llena de lupanari (burdeles) y pensiones con mala fama Más abajo, en el valle entre el Campidoglio y el Palatino, estaban los Foros Imperiales, separados del barrio popular, que tenía un alto riesgo de incendio, por un gran muro de piedra que todavía hoy rodea el Foro de Augusto.
En la Edad Media la situación era muy distinta: los acueductos romanos estaban dañados y era difícil hacer llegar el agua a causa de la elevación del terreno (era una zona de colinas); por esto la mayoría de sus habitantes se trasladaron al Campo Marzio, zona plana situada en el valle entre las colinas. Los habitantes de Roma estaban habituados a beber agua del Tíber, entonces potable.
Desde la Edad Media hasta comienzos del siglo XIX el rione permanece esencialmente como una zona rica de viñedos y huertos, poco poblada por la escasez de agua y por su lejanía del Vaticano, centro cultural de la época. El único factor que hizo que la zona no estuviera totalmente deshabitada fue la presencia de las basílicas de San Juan de Letrán y Santa Maria Maggiore: la afluencia continua de peregrinos garantizaba siempre un importante número de personas en el territorio.
También en la Edad Media, los habitantes de Monti, llamados monticiani, desarrollaron una fuerte identidad local, tanto que su dialecto era ligeramente diferente del de los otros rioni de Roma. Existía una rivalidad con los habitantes de otro rione con fuerte identidad, Trastevere, que en el siglo XIV se materializaba a menudo en combates sangrientos entre los habitantes de los dos rioni.
Posteriormente, el desarrollo urbanístico de finales del siglo XIX (cuando Roma se había convertido en capital del nuevo Reino de Italia) y las grandes demoliciones del periodo fascista cambiaron completamente el aspecto del rione. En particular, entre 1924 y 1936 se demolió una gran zona de la parte baja del rione para construir la Via dei Fori Imperiali (entonces Via dell'Impero) y desenterrar los restos de los Foros Imperiales.

### El rione en la actualidad
El rione es muy amplio, y urbanísticamente es muy heterogéneo: se pasa de las zonas de intensa urbanización en el siglo XIX (como entre el Viminal y el Quirinal, con la Via Nazionale como eje, o la Via Cavour) e incluso más reciente (come entre el Esquilino y el Celio, con la Via Amba Aradam como eje), al parque arqueológico constituido por la zona Colle Oppio - Coliseo - Ludus Magnus - Foro de Nerva - Foro y Mercado de Trajano.
El furor inmobiliario de los primeros cuarenta años del Reino de Italia y las demoliciones fascistas no han afectado la zona de la Suburra, que encanta a los turistas por ser "pintoresca", casi tanto como Trastevere.
Particularmente apreciada desde este punto de vista y también más frecuentada, es la zona entre la Via Nazionale y la Via Cavour (Via del Boschetto, Via dei Serpenti, Via Panisperna y Via Baccina), que por la modestia de los edificios, las calles estrechas y las tiendas de artesanía, parece conservar las características de la Roma del siglo XIX. La zona, llena de trattorie, bares y locales varios, gravita sobre la Piazzetta della Madonna dei Monti, cerca de la iglesia homónima, que actúa como centro de congregación para residentes y visitantes.
A pesar del aumento del precio de los inmuebles del centro histórico, todavía hoy es uno de los rioni más poblados de Roma. Monti es un rione en continuo movimiento que atrae a miles de turistas con sus calles principales, el Coliseo, los Foros Imperiales, sus torres y palacios nobiliarios, que lo hacen uno de los rioni más bonitos y llenos de historia de toda Roma.

## Límites
Estos son los límites de Monti con los rioni que confina:
- Trevi: Via Ventiquattro Maggio, Largo Magnanapoli, Via del Quirinale
- Castro Pretorio: Via Quattro Fontane, Via Depretis, Piazza Esquilino, Via Cavour
- Esquilino: Via Merulana, Largo Brancaccio, Piazza San Giovanni in Laterano
- Celio: Via di San Giovanni in Laterano, Via della Navicella, Via di Santo Stefano Rotondo, Piazza del Colosseo
- Campitelli: Via dei Fori imperiali

## Monumentos y lugares de interés

### Arquitectura religiosa

#### Iglesias
| - Sant'Agata dei Goti - Sant'Andrea al Quirinale - San Carlo alle Quattro Fontane - San Clemente al Laterano - San Francesco di Paola - Santa Maria dei Monti - Santa Maria Maggiore - San Martino ai Monti - Santa Prassede - San Pietro in Vincoli - Santa Pudenziana - Santo Stefano Rotondo - San Vitale - Santi Andrea e Bartolomeo - San Giovanni in Laterano - San Giovanni in Fonte - Santi Marcellino e Pietro al Laterano - Sant'Anna al Laterano - Santa Lucia in Selci - Santi Sergio e Bacco degli Ucraini - Santi Gioacchino e Anna ai Monti - Santi Gioacchino e Anna alle Quattro Fontane - San Salvatore ai Monti - Santi Quirico e Giulitta - Santa Caterina a Magnanapoli | - Santi Domenico e Sisto - San Bernardino in Panisperna - San Lorenzo in Fonte - San Lorenzo in Panisperna - Gesù Bambino all'Esquilino - San Giovanni Battista dei Cavalieri di Rodi - Santa Maria del Buon Consiglio - Santa Maria della Neve al Colosseo - San Filippo Neri all'Esquilino - Cappella della Mater Boni Consilii - Preziosissimo Sangue - San Giuseppe di Cluny - Santissima Vergine Addolorata (desacralizada) - Santa Maria in Carinis (desacralizada) - San Paolo primo eremita (desacralizada) - Santa Maria Annunziata delle Turchine (desacralizada) - San Basilio al Foro di Augusto (desaparecida) - Santa Maria delle Lauretane (desaparecida) - Santa Maria Maddalena al Quirinale (desaparecida) - Santa Chiara al Quirinale (desaparecida) - Sant'Urbano a Campo Carleo (desaparecida) - Santa Maria in Macello Martyrum (desaparecida) - San Lorenzo ai Monti (desaparecida) - Chiesa evangelica battista ai Monti |

### Arquitectura civil

#### Palacios
- Palazzo del Laterano
- Palazzo Brancaccio
- Palazzo Koch, sede della Banca d'Italia
- Palazzo Del Grillo
- Casa dei Cavalieri di Rodi
- Palazzo Pallavicini Rospigliosi
- Palazzo del Viminale
- Palazzo delle Esposizioni
- Istituto Leonardo Da Vinci
- Palazzo Passarini Falletti

#### Torres
- Torre delle Milizie
- Torre degli Annibaldi
- Torre dei Conti
- Torri dei Capocci

### Plazas
- Largo Angelicum
- Largo Magnanapoli
- Piazza Del Grillo
- Piazza Esquilino
- Piazza Iside
- Piazza Madonna dei Monti
- Piazza della Navicella
- Piazza di Porta San Giovanni
- Piazza del Quirinale
- Piazza San Clemente
- Piazza San Francesco da Paola
- Piazza San Giovanni in Laterano
- Piazza San Martino ai Monti
- Piazza San Pietro in Vincoli
- Piazza della Suburra
- Piazza del Viminale
- Piazza degli Zingari

### Calles

#### Calles antiguas
- Via in Selci: Sigue el trazado del antiguo Vicus Suburranus: los "selci" (piedras) de los que recibe nombre eran los de la calle antigua, encontrados durante las obras. Aquí está situada la iglesia de Santa Lucia in Selci, diaconía atestiguada desde el siglo V, y su monasterio anexo.
- Via degli Annibaldi: Como otras calles del rione, toma su nombre de las familias que tenían allí casas fortificadas y torres en la Edad Media (Via dei Capocci, Via dei Ciancaleoni, Via Frangipane) o palacios y terrenos en siglos menos fortificados (Salita dei Borgia, Via Cimarra, Piazza y Salita Del Grillo). Sigue en parte el trazado de las Carinae romanas.
- Salita dei Borgia: Sube desde el vicus suburranus hacia San Pietro in Vincoli. Discurre en parte sobre lo que se cree que fue el Vicus sceleratus donde Tullia pisoteó con su carro el cadáver de su padre Servio Tulio para favorecer el ascenso al trono de su amante, y esposo de su hermana menor, Tarquinio el Soberbio.
- Vicolo delle Carrette, sobreviviente de una plaza y una calle homónimas donde paraban los carros que llevaban vino y otros alimentos dai Castelli, cerca del mercado del Foro.
- Via Magnanapoli: Su nombre es una corrupción de Balnea Napoli. Flanquea el Mercado de Trajano, la Torre delle Milizie y la iglesia de Santa Caterina in Magnanapoli. En el centro de la rotonda están a la vista algunas piedras de las Murallas servianas: se piensa que aquí estaba situada la Porta Sanqualis.
- Via Urbana Sigue el antiguo trazado del Vicus Patricius. El topónimo actual deriva del papa Urbano VIII. A lo largo de esta calle se encuentra la antigua iglesia de Santa Pudenziana.
- Via Panisperna: Calle que desde la zona de Magnanapoli conduce a San Martino ai Monti. Debe probablemente su nombre a los monjes de San Lorenzo in Panisperna que en el día de su santo distribuían panis et perna (pan y jamón) a los pobres. Sin embargo, esa iglesia se llamó Parasperna en una bula de Juan XII, término que sería una corrupción de la palabra griega para (cerca) y del latín antiguo sperno (frontera), por tanto indicaría que la iglesia estaba situada cerca de un límite entre propiedades importantes.[4] Otra hipótesis lo hace derivar del apellido de dos familias, que existieron realmente, los Pane y los Perna. Tiene un origen totalmente diferente según Mariano Armellini, que lo hace derivar del gentilicio Perpennia. Benedetto Blasi informa en su callejero de Roma que Panisperna es la corrupción de Palisperno, es decir palis (palo o barra) y sterno (acostarse), por lo que sería una referencia a San Lorenzo, «quemado vivo en una parrilla».[5]

#### Calles modernas
- Via Cavour: Abierta a finales del siglo XIX con el objetivo de unir rápidamente el Esquilino y la Piazza Venezia a través del valle de Suburra. Llena de hoteles y pensiones, es un punto de referencia para numerosos turistas.
- Via Nazionale.
- Via dei Fori Imperiali: Se abrió en 1932 como Via dell'Impero para crear un recorrido escenográfico para los desfiles fascistas entre Piazza Venezia y el Coliseo. Para esto, se demolió todo el barrio, del siglo XVI, que giraba en torno a la via Alessandrina. Las obras de excavación en curso desde finales de la década de 1990 han sacado a la luz, además de construcciones de edad imperial, cimientos y partes de esos edificios.
- Largo Brancaccio: Toma su nombre del Palazzo Brancaccio construido en 1896 y sede actual del Museo Nazionale d'Arte Orientale.
- Vía Labicana: Abierta en 1893, recibe su nombre de la antigua Vía Labicana que subía de la Porta Maggiore hacia Labico.

### Otros monumentos
- Fontana dei Monti
- Porta Asinaria

### Lugares arqueológicos
- Foro de Augusto
- Foro de César
- Foro de Nerva
- Foro de Trajano
- Mercado de Trajano
- Domus Aurea
- Termas de Trajano
- Termas de Tito

## Transporte
Hay dos estaciones del Metro de Roma en este rioni, Cavour y Colosseo, ambas en la Línea B. A partir de 2020, habrá una tercera estación, Fori Imperiali/Colosseo, en la Línea C.